# コンピュータ媒介現実
コンピュータ媒介現実 (Computer-mediated reality) は、ウェアラブルコンピュータやモバイルコンピュータの使用を通して、人が認識する情報を加えたり除いたりして、現実の認識を操作することで作られる。

## 応用
多くの場合、ユーザーが周りの環境を「視覚」する情報を操作する。代表的な機器として、スマートフォンやスマートメガネが使用される。これは現実の世界とユーザーが感じ取る（視覚する）世界の媒介物となる。
コンピュータ媒介現実は視覚障がい者の視覚を強化することなどに使用されてきた。これは通常の人が視覚する光の情報（ビデオストリーミングの入力）をコンピュータで改変し、強化された情報として提供するものである。
また、インタラクティブなコンピュータのインターフェースにも用いられてきた。
他にも、建築分野でヴィジュアルデータをマスクしたり除去することで近くを軽減する技術の開発も行われている。
応用分野として、ゲーム、機械の遠隔操作、遠隔医療なども挙げられる。
長期間にわたって知覚を改変することが及ぼす影響はそれほど研究が進んでおらず、人体に悪影響を及ぼす可能性もある。

## 関連する概念

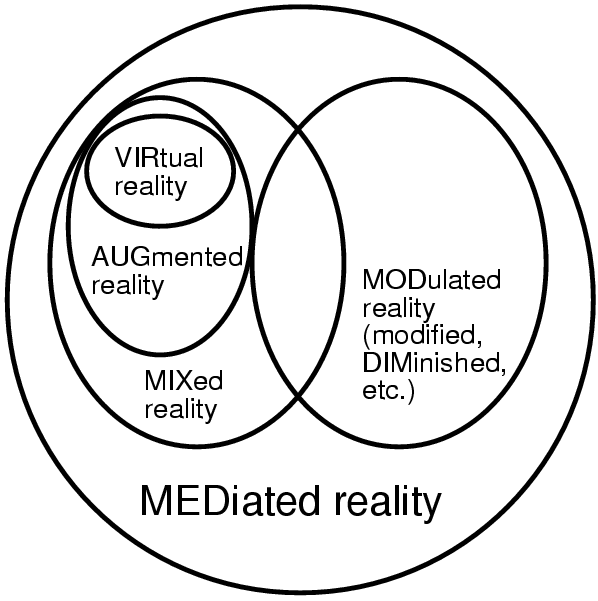
複合現実および拡張現実はコンピュータ媒介現実に含まれる概念である。

コンピュータ媒介現実は、拡張現実（コンピュータ媒介現実の一分野）、仮想現実などの他の概念と関連している。お互いの包含関係は図のようになっている。